# 私だけが知っている
『私だけが知っている』（わたしだけがしっている）は、1957年11月10日から1963年3月31日までNHKテレビ → NHK総合テレビで放送されていたクイズ番組である。全269回。

## 概要
まず番組前半で殺人事件などを題材にしたサスペンスドラマを放送した後、後半で徳川夢声扮する探偵局長、有吉佐和子、江川宇礼雄、池田弥三郎扮する探偵局員が真犯人を推理するという形式で進行。出演者たちは「あの時、被害者はもう死んでたの？……いや、少し動いてたと思ったから…」（局員） → 「それは俳優さんが……ちょっと（笑）」（局長）などのやり取りをしながら真犯人を推理していた。推理が終わるとドラマパートへ戻り、「私」役のナレーター・山内雅人が事件の真相解説を行った。「私だけが知っている」で始まるこの解説パートでは、「結論を急ごう」のナレーションの後に犯人とその手口を明かしていた。
問題の作成には、戸板康二、鮎川哲也、笹沢佐保、夏樹静子、島田一男、土屋隆夫、藤村正太、新章文子などの推理小説家が当たっていた。山内が台本をきちんと保存しており、下記の光文社文庫のシナリオ集はこれをもとに編集された。

## 放送時間
いずれも日本標準時。本番組は放送時間の変更が頻繁に行われていたため、年度ごとの基本時間のみを記載する。
- 日曜 21:00 - 21:30 （1957年11月10日 - 1958年4月6日）
- 日曜 20:30 - 21:00 （1958年4月13日 - 1959年4月5日）
- 日曜 21:00 - 21:30 （1959年4月12日 - 1960年4月3日）
- 日曜 20:45 - 21:30 （1960年4月10日 - 1961年4月2日） - 放送枠が15分拡大。
- 日曜 20:45 - 21:29 （1961年4月9日 - 1963年3月31日）

## 関連書籍
- 幻のNHK名番組 私だけが知っている 第一集（1993年8月、光文社、ISBN 4-334-71749-7）
- 幻のNHK名番組 私だけが知っている 第二集（1993年12月、光文社、ISBN 4-334-71815-9）